# 18434 Mikesandras
18434 Mikesandras (1994 EW7) là một tiểu hành tinh vành đai chính được phát hiện ngày 12 tháng 3 năm 1994 bởi C. S. Shoemaker và D. H. Levy ở Palomar. Nó được đặt theo tên Michael D. Sandras (1963-2011). Sandras was ở various times curator of the science center's planetarium và observatory ở Kenner, Louisiana, ở the Louis Roussell Planetarium, và ở the time of his death from complications thuộc diabetes as manager thuộc Gretna Observatory. He served as President thuộc Southeastern Planetarium Association in 2002-2003.